# ویلاهای مدیچی
ویلاهای مدیچی مجموعه‌ای از سازه‌ها هستند که توسط اعضای دودمان مدیچی میان سده‌های ۱۵ و ۱۷ میلادی اداره می‌شد. ویلاها چندین کاربرد داشتند، آن‌ها کاخ‌های ییلاقی مدیچی‌ها بودند که در سرزمین‌هایی که بر آن حکومت می‌کردند پراکنده بودند و قدرت و ثروت خود را نشان می‌دادند. آنها همچنین استراحتگاه‌های تفریحی برای اوقات فراغت و لذت صاحبان خود بودند. از آن بیشتر، ویلاها مرکز فعالیت‌های کشاورزی در املاک اطرافشان بودند. در سال ۲۰۱۳، ویلاهای مدیچی به عنوان میراث جهانی یونسکو ثبت جهانی شدند.